# Varginha Esporte Clube
O Varginha Esporte Clube, popularmente conhecido como VEC, é um clube brasileiro de futebol, da cidade de Varginha, no estado de Minas Gerais. Fundado em 12 de fevereiro de 1985, sob a denominação Sport Clube Aristocrata Negreiros, manteve suas atividades no Estádio Municipal Nego Horácio, no bairro Vila Barcelona. Anos depois foi desativado, retomando as atividades no ano de 2001, por iniciativa da gestão do então prefeito Mauro Tadeu Teixeira, já sob o nome atual, chegando a disputar em 2006 o Módulo II do Campeonato Mineiro. Atuou até o ano de 2010, quando suas atividades foram suspensas.
No dia 12 de abril de 2021, o clube anunciou sua reativação, através de um contrato de 15 anos com a empresa Soccer Stars Representações, que irá gerir o VEC. Não se trata, no entanto, de um clube-empresa. A natureza jurídica da equipe continua sendo a de uma associação. Na mesma data, foi anunciado um novo escudo, uma parceria com a Associação Instituto Bola Preta, que fornecerá seu centro de treinamento, na cidade de Elói Mendes, além de outra parceria com a Associação Europa Contagem, que disponibilizará profissionais para o clube. O plano de negócios foi desenvolvido pela Universidade de São Paulo, através da empresa júnior FEA, de Ribeirão Preto. A equipe mandará jogos no Estádio Municipal Prefeito Dilzon Luiz de Melo, o mesmo que é utilizado pelo Boa Esporte Clube.

## História

### Origens do nome VEC e início do futebol em Varginha
O futebol chegou em Varginha no final do ano de 1915, de acordo com o Jornal Momento, da época. O primeiro clube de futebol de Varginha, fundado em 3 de Outubro de 1915, era composto por 32 rapazes e tinha a sua frente, como presidente, o capitão Gabriel Penha de Paiva e se chamou Varginha Sport Club.
Em 1919, o Varginha Sport Club foi reestruturado, tendo novas normas, uma disciplina mais rígida e a regularização do contrato de aluguel do terreno do campo de futebol. Essa reestruturação fez com que a situação financeira do time fosse normalizada e também marcou 11 vitórias consecutivas contra times da região como o América Foot-ball Club de Alfenas, o Trespontano Futebol Club, o Operário F. C. Famense, o Vargense F. Club, dentro e fora de casa.
Naquela época, quem estava à frente do time varginhense era o Major Antônio de Souza Oliveira que, além de levantar o time, ainda cedeu parte de sua residência para que fosse estruturada a sede do Varginha Sport Club e o ajudou financeiramente quando foi preciso.
Em 20 de maio de 1928, o Varginha Sport Club passa a se chamar Varginha Esporte Clube e teve como presidente Emílio Lorenzotti e como vice José Barcelona de Oliveira. No dia 28 de maio, foi escolhido, através de eleição, Leonardo Caldonazzo como diretor esportivo. Na mesma reunião, ficou decidido que o uniforme do time seria uma camisa azul com o monograma do clube a esquerda e calção branco.
O primeiro jogo oficial aconteceu no dia 5 de agosto de 1928, contra o Posses F. C. e terminou em 1x1. Ainda em 1928, foi construído o Stadium Varginhense, no qual o VEC e a AVEA, Associação Varginhense de Esportes Atléticos, mandavam seus jogos. Na década de 1940, o VEC montou uma grande equipe, conquistando os Campeonatos Municipais de 1946, 1947 e 1948.
Não se sabe ao certo quando a equipe com o nome original de Varginha Esporte Clube deixou de existir. Entretanto, seu nome serviu de inspiração e foi adotado pela equipe fundada em 1985. 

### Do Sport Clube Aristocrata Negreiros ao novo Varginha Esporte Clube
Fundado em 12 de fevereiro de 1985, sob a denominação Sport Clube Aristocrata Negreiros, manteve suas atividades no Estádio Municipal Nego Horácio, no bairro Vila Barcelona. Anos depois foi desativado, retomando as atividades no ano de 2001, por iniciativa da gestão do então prefeito Mauro Tadeu Teixeira, recebendo as cores do antigo Flamengo Esporte Clube de Varginha, e o nome do primeiro clube da cidade, Varginha Esporte Clube.
Em 2005, o Varginha Esporte Clube foi vice-campeão da Segunda Divisão do Campeonato Mineiro, garantindo a vaga para a disputa do Módulo II da Primeira Divisão. No ano seguinte, porém, o clube foi rebaixado, retornando à Segunda Divisão.
Em 2009, o Varginha Esporte Clube não começou bem, empatou em casa com o Guaxupé, ficando 2 a 2 e perdeu fora de casa para o Clube Atlético Tricordiano pelo placar de 1 a 0. No dia 19/08 veio a primeira vitória do VEC no campeonato em cima do Guarani jogando em casa ganhando de 2 a 1. O jogo mais importante aconteceu no dia 20 de setembro jogando em casa e precisava ganhar do Tricordiano para se classificar. Com o estádio lotado o VEC perdeu pelo placar de 3 a 1, sendo que os dois primeiros gols saíram em menos de 10 minutos. Depois desse jogo o goleiro não quis mais voltar ao clube.
Em 2010 Com o objetivo de ter um time forte e competitivo para a disputada do Campeonato Mineiro da Segunda Divisão de 2010, o VEC fechou parceria com a Equipe do Santo André de São Paulo. O contrato de parceria foi assinado na cidade de Santo André. Na ocasião estavam presentes o presidente do Santo André, Celso Luiz de Almeida e a presidente do VEC Paula Andréa Direne Ribeiro e o vice-presidente Anselmo Salum Del-fraro David.
Com a parceria, o Santo André envia para Varginha uma equipe competitiva composta por 20 atletas profissionais e comissão técnica. Segundo os termos do acordo, a equipe paulista seria responsável pela folha salarial da equipe e o VEC deveria disponibilizar toda a estrutura de jogos, treinamentos, alojamento, transporte e alimentação dos atletas. A apresentação do time está marcada para o dia 21 de julho. No dia 16 de junho houve o falecimento de Mauro Tadeu Teixeira, ex-prefeito de Varginha e um dos principais dirigentes do clube. No dia 10 de novembro o VEC perde a segunda partida consecutiva no hexagonal final e o técnico Baroninho pede demissão.No dia 7 de dezembro o VEC se despede da segundona com uma goleada de 4 a 1 em cima do Democrata de Sete Lagoas que brigava por umas das três vagas para o Módulo II.
Com a chegada do Boa Esporte Clube, em 2011, oriundo de Ituiutaba, as atividades do VEC foram suspensas e sua estrutura, pertencente a prefeitura, foi cedida por empréstimo ao novo clube.

### Mascote
O Mascote do VEC é bastante curioso, pois a cidade de Varginha ficou conhecida Nacionalmente pela história do ET de Varginha, que virou até uma estátua na praça da cidade, então pela história do ET de Varginha, nada mais justo que o mascote ser um ET.

## Títulos

### Estaduais
- Vice-Campeonato Mineiro da Segunda Divisão: 2005, 2021.
- Campeonato Citadino de Varginha: 3 vezes - 1946, 1947, 1948. (Primeiro Varginha Esporte Clube)